# 刺槐糖
刺槐糖是一种二糖，分子式C12H22O10，由6-O-α-L-鼠李糖与D-葡萄糖构成，存在于一些黄酮类化合物形成的糖苷中。